# بحيرة يلوستون
بحيرة يلوستون (بالإنجليزية: Yellowstone Lake) تبلغ مساحة هذه البحيرة 352 كم مربعاً وتقع على ارتفاع 2376 متراً فوق سطح البحر وهي أكبر بحيرة للمياه العذبة يفوق علوها 2133 متراً في أمريكا الشمالية. تحظى بإقبال المولعين بقوارب «الكانو» و«الكاياك» والإبحار وتضم مرسيين لليخوت هما «ويست ثام» و«بريدج باي». بإمكان الرواد الاستمتاع هنا بصيد الأسماك وكذلك العيون الساخنة والينابيع.

## روابط خارجية
- USGS answers questions about the 'bulge' under Yellowstone Lake. نسخة محفوظة 4 فبراير 2012 على موقع واي باك مشين.
- Bathymetry and Geology of the Floor of Yellowstone Lake, Yellowstone National Park, Wyoming, Idaho, and Montana الماسح الجيولوجي الأمريكي